# Berthold Klatt
Paul Erich Berthold Klatt (* 4. April 1885 in Berlin; † 4. Januar 1958 in Hamburg) war ein deutscher Zoologe. Er war Professor an den Universitäten in Halle und Hamburg.

## Leben
Klatt wurde 1885 als Sohn eines Oberlehrers geboren, absolvierte 1904 sein Abitur und studierte anschließend in Berlin Naturwissenschaften. Im Jahr 1908 promovierte er mit einer zoologischen Arbeit und wurde Assistent an der Landwirtschaftlichen Hochschule in Berlin. Fünf Jahre später folgte seine Habilitation für theoretische Zoologie an der Universität Berlin. Später nahm er am Ersten Weltkrieg teil, aus dem er 1918 verletzt wiederkehrte. Er fing an, als Assistent bei Erwin Baur am Institut für Vererbungsforschung in Berlin zu arbeiten.
Nachdem seine Wohnung beschlagnahmt wurde, da er in dieser Kreuzungsversuche mit Hunden durchgeführt hatte, wechselte er 1919 zur Universität Hamburg. Dort wurde er 1923 zum außerordentlichen Professor ernannt. Nach fünf Jahren nahm er ein Angebot der Universität Halle an, dort als ordentlicher Professor für Zoologie zu lehren. Im Jahr 1931 wurde er zum Mitglied der Leopoldina gewählt. Im Oktober 1933 bekam er ein Angebot der Universität Hamburg, das er zum April 1934 annahm. Von 1934 bis 1938 war er dort Dekan der Mathematisch-naturwissenschaftlichen Fakultät. Er lehrte dort bis zu seiner Emeritierung 1954.

## Veröffentlichung
- Autobiografie: Wesen, Streben und Wirken – Eine Rückschau auf das Leben, Leipzig 1958.

## Weblink
- Eintrag zu Berthold Klatt im Catalogus Professorum Halensis